# Попов, Алексей Протогенович
Алексей Протоге́нович Попо́в (Попов 2-й; 14 (26) декабря 1831, Москва — 19 февраля (4 марта) 1909, Москва) — русский архитектор, реставратор и преподаватель. Автор ряда гражданских и церковных зданий в Москве.

## Биография
Младший брат Александра Протогеновича Попова (Попова 1-го). В 1855 году окончил Московское дворцовое архитектурное училище (МДАУ) со званием архитекторского помощника. В 1855—1863 годах состоял на службе в Московской дворцовой конторе, в 1861 году получил звание архитектора Придворного ведомства. В 1863—1865 годах преподавал в МДАУ, в 1866—1907 годах — в Московском училище живописи, ваяния и зодчества. В 1867—1873 годах работал архитектором при Московской распорядительной думе, с 1873 года — участковым архитектором. В 1887—1902 годах состоял членом Строительного совета городской управы. Похоронен в Москве на Ваганьковском кладбище; могила утрачена.

## Проекты и постройки
- 1858—1859 — участие в реставрации палат бояр Романовых по проекту Ф. Ф. Рихтера;
- 1865 — переделки и строительство во владении императрицы в Ильинском;
- 1878 — артиллерийские казармы на Ходынском поле (частично сохранились);
- 1873 — перестройка дома, Большая Никитская улица, 52;
- 1884 — доходный дом, Колпачный переулок, 14;
- 1895—1897 — Храм Василия Исповедника у Рогожской заставы, Международная улица, 10;
- 1900 — жилой дом Храма Христа Спасителя, совместно с М. Н. Литвиновым, Соймоновский проезд, 7.